# Безсмъртните Маршал
„Безсмъртните Маршал“ (на английски: We Are Marshall) е американска биографична спортна драма от 2006 г. на режисьора Макджи. Във филма участват Матю Макконъхи, Матю Фокс, Иън Макшейн, Антъни Маки, Кейт Мара, Дженюъри Джоунс, Брайън Джерати и Дейвид Стратърн.